# Apsilophrys oeceticola
Apsilophrys oeceticola är en stekelart som först beskrevs av De Santis 1950.  Apsilophrys oeceticola ingår i släktet Apsilophrys och familjen sköldlussteklar. Inga underarter finns listade.